# Политехника (футбольный клуб, Тимишоара)
«Полите́хника Тимишоа́ра» (рум. Fotbal Club Politehnica Timișoara) — бывший румынский футбольный клуб из города Тимишоара в жудеце Тимиш на западе Румынии. «Политехника» является двукратным вице-чемпионом Румынии и победителем Кубка Румынии.

## История

### Основание и главные годы (1921–2002)
В 1921 году директором Политехнического Университета города Тимишоара Траяном Лалеску была образована команда под названием спортивное общество «Политехника» для выступления в студенческих и любительских соревнованиях. На протяжении четверти века «Политехника» выступала в низших лигах и являлась полулюбительской командой. После окончания Второй мировой войны, и с приходом к власти в стране коммунистического режима, начались финансовые проблемы у четырёх городских команд. Многократные чемпионы Румынии «Кинезул» и «Рипенсия», а также «КАМ (Тимишоара)» были расформированы, чуть позднее профессионального статуса лишился и выступавший в элите «ЧФР (Тимишоара)». В результате «Политехника» осталась единственной профессиональной командой в городе.
Клуб впервые вышел в Дивизию А в 1948 году и в первом сезоне играл под названием «КСУ Тимишоара».
В следующих сезонах (с 1950 года) клуб играл под названием «Штиинца Тимишоара». В 1951 году клуб вылетел в Дивизию B, но вернулся через год и играл в высшей лиге до конца сезона 1958/59. Команда снова вернулась в Дивизию А спустя год. Следующее понижение произошло в сезоне 1963/64 и снова всего на год.
В 1958 году был выигран первый трофей: кубок Румынии, в финале которого был обыгран «Прогресул» со счётом 1:0.
С сезона 1966/67 команда начала использовать название «Политехника Тимишоара», но в том же сезоне команда вылетает во вторую лигу. «Политехника» не возвращалась в высшую лигу до 1973 года.
«Политехника» впервые сыграла в Европе в Кубке УЕФА 1978/79, заняв третье место в сезоне 1977/78. В первом раунде команда победила МТК Будапешт (2:0 и 1:2), но проиграла во втором раунде Гонведу (2:0 и 0:4).
В 1980 году «Политехника» повторила успех в кубке, переиграв в финале «Стяуа» 2:1 после дополнительного времени и выиграла свой второй трофей. «Политехника» играла в Кубке обладателей кубков УЕФА 1980/81, победив «Селтик» (1:0 и 1:2) и потерпев поражение от «Вест Хэм Юнайтед» (1:0 и 0:4) в четвертьфинале. Они снова сыграли в розыгрыше Кубка обладателей кубков в сезоне 1981/82, где проиграли «Локомотиву Лейпциг» (2:0 и 0:5). В финале кубка Румынии 1980/81 «Политехника» проиграла чемпионам того года, «Университате Крайове» 0:6.
«Политехника Тимишоара» играла в Дивизии А десять лет до 1983 года. Следующий период был проведен между Дивизией А и Дивизией B, с повышениями в 1984-м, 1987-м, 1989-м и понижениеми в 1986-м и 1988-м годах.
После революции 1989 года «Политехника» играла в Кубке УЕФА 1990/91, победив «Атлетико Мадрид» (2:0 и 0:1), но проиграв во втором раунде лиссабонскому «Спортингу» (2:0 и 0:7). В Кубке УЕФА 1992/93 «Политехника» сыграла вничью с «Реал Мадридом» 1:1 в Тимишоаре, но проиграла в Мадриде 0:4.
В середине 1990-х «Политехника» оказалась в затяжном финансовом кризисе, результатом которого стали вылет в сезонах 1993/94 и 1996/97 в Дивизию B. После понижения в сезоне 1996/97, команда не смогла вернуться в высшую лигу по спортивному принципу. В сезоне 2001/02 клуб снялся с чемпионата Лиги II и получил пятнадцатиочковый штраф, в результате в итоговой таблице «Политехника» финишировала с отрицательным количеством очков (–8).

### Возвращение в высшую лигу и спор о рекордах (2002–2011)
В 2002 году «Политехника» разделилась на два клуба, один из которых объединился с вышедшим в Лигу I бухарестским АЕКом, объединённая команда получила название «Политехника АЕК Тимишоара», а другой был отправлен в Лигу IV и переехал в Бухарест. Команда оказалась на грани вылета всего через год. «Политехника» смогла сохранить место в Лиге I после победы в стыковом матче с «Глорией Бузэу».
В сезоне 2004/05 команда снова сменила название на «ФКУ Политехника Тимишоара». В 2008 году по решению Спортивного арбитражного суда команда сменила название на «ФК Тимишоара». Цвета и рекорды клуба до 2002 года были утеряны в пользу бывшего владельца «Политехники» Клаудио Замбона.
В конце сезона 2007/08 «Тимишоара» квалифицировалась в Кубок УЕФА. Впервые за шестнадцать лет команда из Тимишоары достигла европейской квалификации. Команда вылетела в первом раунде, проиграв белградскому «Партизану» с общим счётом 1:3.
В Лиге I 2008/09 «Тимишоара» завершила сезон на втором месте, получив квалификацию в третий отборочный раунд Лиги чемпионов УЕФА 2009/10. Команда обыграла действующего обладателя Кубка УЕФА «Шахтёр (Донецк)», но выбыла из турнира в раунде плей-офф, проиграв «Штутгарту» с общим счётом 0:2. В группе A  Лиги Европы УЕФА 2009/10 «Тимишоара» заняла последнее место после «Андерлехта», «Аякса» и «Динамо Загреба».
В сезоне 2009/10 «Тимишоара» заняла пятое место в Лиге I и сыграла вничью в третьем отборочном раунде Лиги Европы с финской «МюПой» 3:3, проигрывая 0:3 после первого тайма «Тимишоара» совершила впечатляющий камбэк, забив 3 мяча во втором тайме и выиграла 5:4 по сумме двух матчей. В раунде плей-офф «Тимишоара» встречалась с «Манчестер Сити» и проиграла оба матча (0:1 и 0:2).
В ноябре 2010 года румынский апелляционный суд вернул название, цвета и рекорды «Политехники» команде. Из-за правил, запрещающих клубам изменение названий в течение сезона, команда использовала название «Тимишоара» до конца сезона 2010/11.

### Вылет в Лигу II и расформирование (2011–2012)
В сезоне 2010/11 «Тимишоара» заняла второе место, но по решению румынской федерации футбола была лишена лицензии из-за долгов перед персоналом команды. Сезон 2011/12 «Политехника» завершила на первом месте в Лиге II и должна была вернуться в Лигу I, но снова получила отказ в лицензии. В сентябре 2012 года команда была официально расформирована, на её место в Тимишоару переехал «АКС Рекаш», который был переименован в «Поли Тимишоару». Болельщики отказались признавать «Поли Тимишоару» преемником «Политехники» и поддержали любительскую команду «АСУ Политехника Тимишоара».

## Прежние названия
- 1921—1949 — «Политехника» Тимишоара
- 1949—1966 — «Штиинца» Тимишоара
- 1966—2002 — «Политехника» Тимишоара
- 2002—2004 — «Политехника АЕК» Тимишоара
- 2004—2007 — «Политехника» Тимишоара
- 2007—2008 — «Политехника 1921 Штиинца» Тимишоара
- 2008—2011 — «Тимишоара»
- 2011—2012 — «Политехника» Тимишоара

## Достижения
Чемпионат Румынии
- Серебряный призёр (2): 2008/09, 2010/11

Кубок Румынии
- Победитель (2): 1957/58, 1979/80
- Финалист (6): 1973/74, 1980/81, 1982/83, 1991/92, 2006/07, 2008/09

## Статистика выступлений с сезона 1947/1948
| Сезон   | Ранг | Турнир  | Место | Кубок      |
| ------- | ---- | ------- | ----- | ---------- |
| 1947/48 | 2    | Лига II | 1     |            |
| 1948/49 | 1    | Лига I  | 10    |            |
| 1950    | 1    | Лига I  | 3     |            |
| 1951    | 1    | Лига I  | 12    |            |
| 1952    | 2    | Лига II | 1     |            |
| 1953    | 1    | Лига I  | 6     |            |
| 1954    | 1    | Лига I  | 6     |            |
| 1955    | 1    | Лига I  | 4     |            |
| 1956    | 1    | Лига I  | 3     |            |
| 1957/58 | 1    | Лига I  | 3     | Победитель |
| 1958/59 | 1    | Лига I  | 12    |            |
| 1959/60 | 2    | Лига II | 1     |            |
| 1960/61 | 1    | Лига I  | 10    |            |
| 1961/62 | 1    | Лига I  | 8     |            |
| 1962/63 | 1    | Лига I  | 3     |            |
| 1963/64 | 1    | Лига I  | 13    |            |

| Сезон   | Ранг | Турнир  | Место | Кубок      |
| ------- | ---- | ------- | ----- | ---------- |
| 1964/65 | 2    | Лига II | 1     |            |
| 1965/66 | 1    | Лига I  | 11    |            |
| 1966/67 | 1    | Лига I  | 14    |            |
| 1967/68 | 2    | Лига II | 6     |            |
| 1968/69 | 2    | Лига II | 6     |            |
| 1969/70 | 2    | Лига II | 4     |            |
| 1970/71 | 2    | Лига II | 2     |            |
| 1971/72 | 2    | Лига II | 3     |            |
| 1972/73 | 2    | Лига II | 1     |            |
| 1973/74 | 1    | Лига I  | 7     | Финал      |
| 1974/75 | 1    | Лига I  | 11    |            |
| 1975/76 | 1    | Лига I  | 5     |            |
| 1976/77 | 1    | Лига I  | 6     |            |
| 1977/78 | 1    | Лига I  | 3     |            |
| 1978/79 | 1    | Лига I  | 11    |            |
| 1979/80 | 1    | Лига I  | 10    | Победитель |

| Сезон   | Ранг | Турнир  | Место | Кубок |
| ------- | ---- | ------- | ----- | ----- |
| 1980/81 | 1    | Лига I  | 12    | Финал |
| 1981/82 | 1    | Лига I  | 11    |       |
| 1982/83 | 1    | Лига I  | 17    | Финал |
| 1983/84 | 2    | Лига II | 1     |       |
| 1984/85 | 1    | Лига I  | 9     |       |
| 1985/86 | 1    | Лига I  | 16    |       |
| 1986/87 | 2    | Лига II | 1     |       |
| 1987/88 | 1    | Лига I  | 16    |       |
| 1988/89 | 2    | Лига II | 1     |       |
| 1989/90 | 1    | Лига I  | 5     |       |
| 1990/91 | 1    | Лига I  | 6     |       |
| 1991/92 | 1    | Лига I  | 5     | Финал |
| 1992/93 | 1    | Лига I  | 13    |       |
| 1993/94 | 1    | Лига I  | 17    |       |
| 1994/95 | 2    | Лига II | 1     |       |
| 1995/96 | 1    | Лига I  | 7     |       |

| Сезон   | Ранг | Турнир  | Место | Кубок |
| ------- | ---- | ------- | ----- | ----- |
| 1996/97 | 1    | Лига I  | 17    |       |
| 1997/98 | 2    | Лига II | 15    |       |
| 1998/99 | 2    | Лига II | 5     |       |
| 1999/00 | 2    | Лига II | 15    |       |
| 2000/01 | 2    | Лига II | 8     |       |
| 2001/02 | 2    | Лига II | 16    |       |
| 2002/03 | 1    | Лига I  | 14    |       |
| 2003/04 | 1    | Лига I  | 8     |       |
| 2004/05 | 1    | Лига I  | 6     |       |
| 2005/06 | 1    | Лига I  | 8     |       |
| 2006/07 | 1    | Лига I  | 7     | Финал |
| 2007/08 | 1    | Лига I  | 6     |       |
| 2008/09 | 1    | Лига I  | 2     | Финал |
| 2009/10 | 1    | Лига I  | 5     |       |
| 2010/11 | 1    | Лига I  | 2     |       |
| 2011/12 | 2    | Лига II | 1     |       |

## Выступления в еврокубках
| Сезон   | Турнир         | Раунд | Соперник            | 1 матч | 2 матч | Итог    |
| ------- | -------------- | ----- | ------------------- | ------ | ------ | ------- |
| 1978/79 | Кубок УЕФА     | 1R    | МТК                 | 2 : 0  | 1 : 2  | 3 : 2   |
|         |                | 2R    | Гонвед              | 0 : 4  | 2 : 0  | 2 : 4   |
| 1980/81 | Кубок Кубков   | 1R    | Селтик              | 1 : 2  | 1 : 0  | 2 : 2   |
|         |                | 2R    | Вест Хэм Юнайтед    | 0 : 4  | 1 : 0  | 1 : 4   |
| 1981/82 | Кубок Кубков   | Q     | Локомотив (Лейпциг) | 2 : 0  | 0 : 5  | 2 : 5   |
| 1990/91 | Кубок УЕФА     | 1R    | Атлетико Мадрид     | 2 : 0  | 0 : 1  | 2 : 1   |
|         |                | 2R    | Спортинг (Лиссабон) | 0 : 7  | 2 : 0  | 2 : 7   |
| 1992/93 | Кубок УЕФА     | 1R    | Реал Мадрид         | 1 : 1  | 0 : 4  | 1 : 5   |
| 2008/09 | Кубок УЕФА     | 1R    | Партизан            | 1 : 2  | 1 : 2  | 2 : 4   |
| 2009/10 | Лига чемпионов | 3Q    | Шахтёр (Донецк)     | 2 : 2  | 0 : 0  | 2 : 2   |
|         |                | PO    | Штутгарт            | 0 : 2  | 0 : 0  | 0 : 2   |
| 2009/10 | Лига Европы    | Gs A  | Аякс (Амстердам)    | 0 : 0  | 1 : 2  |         |
|         |                |       | Динамо (Загреб)     | 0 : 3  | 2 : 1  |         |
|         |                |       | Андерлехт           | 0 : 0  | 1 : 3  | 4 место |
| 2010/11 | Лига Европы    | 3Q    | МюПа-47             | 2 : 1  | 3 : 3  | 5 : 4   |
|         |                | PO    | Манчестер Сити      | 0 : 1  | 0 : 2  | 0 : 3   |

- Домашние игры выделены жирным шрифтом